# Crikvenica
Crikvenica és una ciutat de Croàcia que es troba al comtat de Primorje - Gorski Kotar.

## Història
Es considera que a l'antiguitat Crikvenica compartia el nom de Kotor, actualment ubicada en un turó proper. El nom prové de l'església (en croat crikva) del monestir dels pares paulins, construïda al voltant del 1412. Des del segle xix el poble ha servit de destinació turística, amb la inauguració del primer hotel el 1891.

## Demografia
Al cens del 2011 el total de població de la ciutat era d'11.122 habitants, distribuïts en les següents localitats:
- Crikvenica - 6 860
- Dramalj - 1 485
- Jadranovo - 1 224
- Selce- 1 553